# Aphaenophyes
Aphaenophyes is een geslacht van wantsen uit de familie van de Miridae (Blindwantsen). Het geslacht werd voor het eerst wetenschappelijk beschreven door Odo Reuter in 1899.

## Soorten
Het genus bevat de volgende soorten:

- Aphaenophyes forcipis (Wagner, 1975)
- Aphaenophyes laticeps (Reuter, 1899)
- Aphaenophyes pygmaea (Wagner, 1966)
- Aphaenophyes richteri (Wagner, 1957)